# شهرستان رحبه
ناحیهٔ رحبه (به عربی: مدیریة رحبة) یک ناحیه در یمن است که در استان مأرب واقع شده‌است.
ناحیهٔ رحبه ۷٬۴۴۱ نفر جمعیت دارد.